# Сингра (город, Бангладеш)
Сингра (бенг. সিংড়া, англ. Singra) — город на северо-западе Бангладеш, административный центр одноимённого подокруга. Площадь города равна 11,70 км². По данным переписи 2001 года, в городе проживало 22 517 человек, из которых мужчины составляли 50,54 %, женщины — соответственно 49,46 %. Уровень грамотности населения составлял 25,8 % (при среднем по Бангладеш показателе 43,1 %).